# Svenstorp slot
Svenstorp Slot (svensk: Svenstorps slott) er et slot opført i 1596 i renæssancestil i Lunds kommun, og er beliggende otte kilometer nord for Lund. Hovedbygningen består af en to-etagers fløj med et stejlt tag. På forsiden findes en firkantet karnap og på tværs fra den anden langside, et ottekantet trappetårn. Slottet er opført i røde mursten uden puds, men alle ornamentale dele er af finhuggen sand. Haven er bygget i terrasser.

## Slottets historie
Svenstorp er med sikkerhed kendt i det mindste fra 1400-tallet, da det gennem giftermål skiftede ejerskab fra familien Glob til familien Ulfstand. I 1500-tallet kom det i familien Ulfeldts eje. Slottet blev bygget i 1596, med deltagelse af Hans Steenwinkel den Ældre fra Emden, som blev tilkaldt af Beata Hvitfeldt. Hun var enke efter den i 1586 afdøde Knut Ebbesen Ulfeldt og søster til den berømte historiker Arild Hvitfeldt. Mette Krabbe, født Rosencrantz, byttede sig til slottet i 1699. Derefter gik det fra hånd til hånd. I 1676 boede Christian V på slottet før Slaget ved Lund og Karl 11. af Sverige efter slaget. 1699–1706 tilhørte slottet højkommissæren Joshua Stiernblad, hvis hustru giftede sig igen med Karl 12.'s general Axel Gyllenkrok. Hun stiftede i 1743 to fideikommisser: Stora Markie for slægten Stiernblad og Svenstorp for familien Gyllenkrok. Godset tilhører stadig familien Gyllenkrok. I dag bebos Svenstorp Slot af Nils Gyllenkrok og Merrill Gyllenkrok med familie.